# Lúcio Genúcio Clepsina
Lúcio Genúcio Clepsina (em latim: Lucius Genucius Clepsina) foi um político da gente Genúcia da República Romana eleito cônsul em 271 a.C. com Cesão (ou Caio) Quíncio Claudo. Provavelmente era irmão de Caio Genúcio Clepsina, cônsul em 276 a.C. e 270 a.C., o primeiro de sua família a chegar ao consulado.

## Consulado (271 a.C.)
Em 271 a.C., foi eleito cônsul com Cesão (ou Caio) Quíncio Claudo. Clepsina foi enviado para subjugar a legião da Campânia, que, sob o comando de um "Décio Jubélio", se revoltou contra Roma e se apoderou da cidade de Régio. Depois de um longo cerco, Clepsina tomou a cidade e condenou à morte todos os vagabundos e ladrões que encontrou entre os soldados amotinados e enviou os soldados restantes (provavelmente não mais que 300, mas os números variam entre os cronistas) a Roma para serem julgados como cidadãos. Todos foram açoitados e decapitados por traição. Paulo Orósio e Dionísio de Halicarnasso são os únicos escritores que mencionam o cônsul pelo nome, com exceção de Apiano, que o chama erroneamente de "Fabrício". Mas mesmo entre eles há um desacordo sobre seu nome completo: Orósio chama-o simplesmente de "cônsul Genúcio" e data a captura de Régio um ano depois da captura de Taranto, o que daria a Lúcio Genúcio o mérito; Dionísio, por outro lado, chama-o de "C. Genúcio" e parece atribuir a captura da cidade ao cônsul do ano seguinte, Caio Genúcio Clepsina.